# Charlotta Dorothea Biehl
Charlotta Dorothea Biehl (født 2. juni 1731 i København, død 17. maj 1788) var dansk forfatter og oversætter.

## Ungdom
Hendes fader var Christian Æmilius Biehl, sekretær ved Kunstakademiet på Charlottenborg i København, hendes moder Sophie Hedevig f. Brøer. Hendes morfar, præsident Brøer, var en alvorlig, religiøs mand, der ledede sin lille datterdatters opdragelse og udvikling med ømhed og omsorg. Ved Charlottenborg lå dengang et lille hus med façaden ud til den fornemme plads. Her havde familien Biehl sin bolig, og her tilbragte Charlotta Dorothea Biehl en del af sin barndom.  (I 1779 blev "Harsdorffs Hus" opført på grunden. )
Tidligt ytrede hendes læselyst sig. Hendes morfar havde foræret hende flere religiøse skrifter samt Holbergs komedier, Peder Paars og Danmarks Historie, og hun fejede sine kostbare dukker ud af sit skab og satte i stedet sine bøger derind. For at forstå de græske og latinske udtryk hos Holberg, tiggede hun sin morfar om at måtte lære disse sprog, hvad han til hendes store glæde lovede hende.
Efter hendes morfars død gjorde hendes far alt for at hindre hende i at stille sin læselyst. Men det hjalp ikke: hun sprættede fôret op på sine skørter og skjulte bøgerne deri (det var de store fiskebensskørters tid); og når hendes mor gik ud af stuen, kastede hun synålen og satte sig til at læse under syrammen. Ved vintertid læste hun på sit fugtige kammer til langt ud på natten, eller hun listede sig til småt brænde og læste ved kakkelovnsluen.

## Skuespilforfatteren
Året 1750 var epokegørende i hendes liv, idet franske skuespillere optrådte på Charlottenborg. Biehl havde fri entré, og hendes interesse for skuespil blev vakt, så hun lærte sig fransk for at forstå aktørerne. Konferensråd Vilhelm Bornemann, som hun havde stiftet bekendtskab med, lærte hende prosodiens Regler, og da hun til hans tilfredshed havde oversat Louis-Ferdinand Destouche l’Amoureuse, opmuntrede han hende til at fortsætte med flere forsøg af samme art; et råd, hun fulgte.
Men nu fik hun lyst til selv at skrive skuespil efter Destouches mønster og således fremkom: Den kiærlige Mand, komedie i 5 akter (1764), Den kiærlige Datter, der vandt Selskabet til de skønne og nyttige Videnskabers Forfremmelses pris 1766, og Den forelskede Ven (1765), der ved sin komiske skikkelse von Pralendorf vakte flere militæres mishag og tvang forfatterinden til at påkalde politiets og kommandantens assistance i teatret.
Destouche var tidens modedigter, og sansen for hans dramaer fordrev en tid Holberg fra den danske scene; men mens han i sit fødeland Frankrig ved sine moralsk-rørende komedier dannede en naturlig modsætning til den franske slibrige roman, havde hans skolar herhjemme intet sådant modstykke. Charlotte Biehls skuespil gjorde da også kun kortvarigt lykke.
Hendes bedste komedie, Den listige Optrækkerske (1765), kunde ikke vinde smagsdommeren Bolle Willum Luxdorphs bifald, fordi den ikke endte med en lærerig morale.
Det var i den sproglige purismes tid, og i sin komedie Haarkløveren fra 1765 gjorde Biehl nar af de hjemlige ord, der skulle erstatte udenlandske. "Er "Bisager" biernes sag?" spurgte hun. "Er "Lidenskaber" en liden skaber?" "Bestræbelse", "beundring", "genstand", "duft" og "fordom" var andre ord, hun syntes meget dårligt om.

## Det følsomme drama
Om end Biehls karriere som manuskriptforfatter ved Det Kongelige Teater har været kort, er hendes bidrag til teatret en ny genre, nemlig "Det følsomme drama". Det var egentlig Anna Catharina von Passow, der debuterede indenfor genren med stykket Mariane eller Det frie Val fra 1757, men det blev ingen succes. Således var det Biehl, der lykkedes med genren første gang.
"Det følsomme drama" fungerer som en forskrift på god opførsel og livsførelse for det bedre borgerskab. Det stiller sig kritisk til utroskab, pyntesyge og løsagtighed. Genren står således i kontrast til den foregående, nemlig Holbergs satiriske komedier, hvor menneskets ufornuft sættes under debat og latterliggøres. Hensigten med "Det følsomme drama" er altså ikke at underholde, men derimod at få publikum til at reflektere over sin egen sædelighed. Det understreges af citatet fra Richard Steele, som er en af udlandets grundlæggere af genren: "Latteren efterlader intet varigt minde i sjælen, undtagen måske en foragt for mennesket."

## Andre værker
Af varig værdi er hendes oversættelser af Miguel de Cervantes’ Don Quixote (1776-1777; ny udgave 1865-1869) og noveller, hvor hun anvendte holbergske udtryk og vendinger.  Hun oversatte fra tysk, fransk og italiensk; i senere år også fra spansk. 
I nyere tid har hendes udgivne Historiske Breve,  hvori hun fortæller sin samtids hofkrønike, ligesom hendes beretning om regeringsforandringen 14. april 1784,  vakt en vis opsigt: hendes meddelelser er langt fra pålidelige men dog uundværlige i vor historiske litteratur på grund af flere karakteristiske oplysninger, som man forgæves vil søge andensteds. Om Frederik 5. fortalte hun, hvad hun havde hørt fra sin far, om at kongen og hans venner inviterede "de gemeneste og liderligste fruentimmere i hele byen," som "var gratierne i disse forsamlinger; for nogle dukater fandtes de meget villige til at afføre sig deres klæder og i samme stand, som de var kommet på jorden at danse omkring på borde og stole for de forsamlede herrer."  Om oldenborgernes jubilæum i 1749 skrev hun, at kongen og dronningen tre aftener beså illuminationerne i hovedstaden. "Det ved Rådhuset forestillede et kinesisk Tempel og var meget kunstigt indrettet. Skønt Dronningen var højfrugtsommelig med Prinsesse Louise, steg hun dog af for at bese alt, og da hendes store Fiskebensskørt var hende i Vejen, gik hun ind paa Raadstuen, lod en af Damerne tage det af, hæftede Kjolen op med Naale og gik hele Templet igennem i sin korte Underklokke." 
Charlotte Biehl havde i sin ungdom en ulykkelig kærlighed, hvorfor hun afslog flere bejleres tilbud; thi det var hendes mening, "at en Kones Pligter vare overmåde vigtige, og at intet uden inderlig Kjærlighed kunde gjøre dem behagelige".

## Alderdom, død og eftertid
En sommermorgen i 1771 gik Biehl en tur i Rosenborg have, hvor det ene af lysthusene var optaget af en ung gardeofficer, Johan Bülow, der sad og læste. Han rejste sig straks for at give plads til jomfru Biehl og hendes bekendte; men hun protesterede, og han holdt dem med selskab, til han måtte møde til eksercits. Imidlertid lovede han at komme og besøge hende, og et livsvarigt venskab opstod mellem den kønne, men fattige unge officer og en dame på fyrre. Unge Bülow var meget historisk interesseret og inspirerede dermed til Biehls historiske breve om kongerne Frederik 5., Christian 6., Frederik 6. og Christian 7., som i dag er blandt de vigtigste historiske beskrivelser fra den tid. Da Charlotte var 46, døde hendes far. Endelig kunne hun leve, som hun ville; men samtidig blev hun fattig som en kirkerotte. Hendes far efterlod sig ingenting. Hun havde aldrig fået betalt for sine komedier, da man havde anset hendes skriverier som en hobby for en ugift kvinde i et bedrestillet hjem. Da den spanske ambassadør tidligere havde lært hende spansk, påtog hun sig at oversætte Don Quixote. Kongen bevilgede hende en mindre pension, og fra teatret fik hun fra da af betalt for sine komedier. Hun fik også lov til at beholde lejligheden på Charlottenborg og skrev i alt 13 komedier og syngespil. I hendes Moralske Fortællinger kan man genkende flere af hendes gamle bekendte, der svigtede hende, da hun stod på bar bund. Med årene blev hun uformelig tyk; men fra sit hjørnevindue på Kongens Nytorv kunne hun følge med i gadelivet. Hun kunne kun med besvær bevæge sig udendørs; men Bülow besøgte hende frem til hendes død. Han var da blevet hofmarskal og var både velhavende og indflydelsesrig.

## Levnedsbeskrivelser
Charlotte Dorothea Biehl er hovedpersonen i forfatteren Mette Winges roman Skriverjomfruen – En guvernanteroman fra 1988. Men Biehl har selv skrevet om sit liv i Mit ubetydelige Levnets Løb fra 1787, genudgivet i 1986, formet som et langt brev til Bülow, og berømt for sin beskrivelse af det vanskelige forhold til faren i modsætning til den kærlige støtte, hun fik fra sin morfar. 